# Apodocephala coursii
Apodocephala coursii là một loài thực vật có hoa trong họ Cúc. Loài này được Humbert mô tả khoa học đầu tiên năm 1962.